# Massengräber in Šmarješke Toplice
Auf dem Gebiet der Gemeinde Šmarješke Toplice wurden in mehreren Ortschaften Massengräber aus der Zeit des Zweiten Weltkriegs und danach gefunden.
Bisher wurden vier Gräber dokumentiert.

## Massengräber in Ortschaften der Gemeinde

### Grič pri Klevevžu
In Grič pri Klevevžu (Gritsch bei Klingenfels) fand man die 
- Gräber (Grobišče) Klevevž 1, 2 und 3, auch bekannt unter den Bezeichnungen Kačja Rid-, Bričevka- und Jurjevci-Grab.

Sie enthalten die sterblichen Überreste von slowenischen und Roma-Zivilisten, die im Frühjahr und Frühsommer 1942 von Partisanen ermordet wurden. Die Grab enthalt die sterblichen Überreste von jeweils mehreren Dutzend Opfern.

### Strelac
Nahe dem Dorf Strelac (Schützendorf) befindet sich das 
- Jelenca-Massengrab in einem Wald. Es enthält die Überreste von sechs nicht identifizierten Opfern.[4]